# Равенство (масонская ложа)
Равенство — историческая масонская ложа, проводившая свои работы с 1774 года в Санкт-Петербурге и Москве.

## История
Основана в сентябре 1774 года в Санкт-Петербурге. В 1775 работала в Красном селе в доме князя Щербатова. Летом 1775 года проводила работы в Москве. 13 января 1777 года работала на даче Н. И. Бутурлина в Московской Ямской.
Входила в Елагинскую великую провинциальную ложу, формально подчинявшуюся Великой ложе Англии. Куда сам Елагин посылал взносы и отчёты о проведённых собраниях и принятии новых членов в ложу.
В 1777 году, после объединения лож Елагина и Рейхеля, перешла на шведско-берлинскую систему.
Как долго ложа проводила свои работы и когда их прекратила, достоверной информации не сохранилось.

## Члены ложи
1. Анненков Пётр Иванович — посетитель ложи в 1775 году. Возведён в 3-ю ст. 22.8.1775. Выполнял функции 2-го надзирателя 7.9.1775.
2. Бороздин Михаил Саввич — член ложи летом 1775 года.
3. Бутурлин Николай Иванович — член или посетитель ложи.
4. Бучаров Николай Иванович — посвящён 1.8.1775 году. Возведён во 2-ю ст. 7.9.1775 году.
5. Валуев, Пётр Степанович — член ложи в 1775 году.
6. Вельяшев Пётр Андреевич — посвящён 1.9.1775 года. Возведён во 2-ю ст. 7.9.1775 году.
7. Веницеев, Семён Никифорович — возведён в ст. шотландского мастера (экосса) 7.7.1775 года. Выполнял в столовой ложе функции 1-го надзирателя, с 7.9.1775 года. Перенёс работы ложи из Москвы в Санкт-Петербург. Мастер стула ложи в Санкт-Петербурге. Вновь избран оратором ложи 30.6.1776 года.
8. Вердеревский Иван — исполнял функции мастера стула 7.9.1775 года.
9. Воейков Александр Иванович — член ложи в 1775 году. 2-й надзиратель с 30.6.1776 года.
10. Волконский Александр Степанович — член ложи в сентябре 1775 года.
11. Воронцов Роман Илларионович — кандидат на пост великого мастера 6.7.1775 года.
12. Гагарин Гавриил Петрович — мастер стула в 1775—1777 годах, масон 7-й ст. английского масонства.
13. Головин Степан Николаевич — член ложи в 1775 году. Не платил денег в ложу до 3.9.1775 года.
14. Готье — 30.6.1776 у него на Каменном острове проходило заседание ложи.
15. Долгорукий Василий Владимирович — кандидат на пост мастера стула в 1775 году.
16. Ельцын Прокофий Яковлевич — член ложи.
17. Жданович — посвящён 10.10.1775 года.
18. Золотарев — возведён в 3-ю ст. 22.8.1775 года.
19. Ильин Алексей Яковлевич — возведён в 3-ю ст. 5.8.1775 года. Выполнял функции 1-го надзирателя в товарищеской и 2-го надзирателя в столовой ложе 7.9.1775 года. Секретарь ложи с 30.6.1776 года.
20. Ильин Пётр Яковлевич — член петербургского отделения ложи в 1775 году.
21. Кашталинский, Матвей Фёдорович — член ложи [обрядоначальник] в сентябре 1775 года.
22. Козодавлев, Осип Петрович — посвящён 22.8.1775 года.
23. Колзаков — возведён в ст. экосса (шотландскую) 7.7.1775 года. Казначей с 30.6.1776 года.
24. Колычев — масон в 1775 года. В его доме собиралась ложа. Возможно, её член.
25. Куракин, Александр Борисович — возведён в 3-ю ст. 7.7.1775 года.
26. Куракин, Степан Борисович — возведён в ст. экосса (шотландскую) 7.7.1775 года.
27. Лесаж (ле Саж) — член ложи 18.6.1775 года.
28. Литинский Иван Фёдорович — член ложи.
29. Лучанский Ефим Семёнович — посещал ложу до её официальной инсталляции.
30. Миллер Карл-Вильгельм Вилимович — член ложи.
31. Мятлев, Пётр Васильевич — Обрядоначальник с 30.6.1776 года.
32. Нарышкин Александр Львович — посвящён в 1776 году.
33. Нелединский-Мелецкий, Александр Юрьевич — член ложи в сентябре 1775 года.
34. Нелединский-Мелецкий, Юрий Александрович — 1-й надзиратель с 30.6.1776 года.
35. Озеров Пётр Александрович — посвящён 22.8.1775 года.
36. Остафьев Владимир Иванович — член ложи в июле 1775 года.
37. Пашкевич, Василий Алексеевич — подавал прошение как член-основатель ложи в 1774 году, но так как тогда конституция ложе не была дана, то не стал её членом.
38. Петров Иван Андреевич — посвящён А. И. Воейковым в конце мая 1775 года. Возведён в 3-ю ст. А. И. Воейковым, А. П. Прончищевым и А. Я. Ильиным 25.10.1775 года.
39. Плещеев — траурное собрание его памяти состоялось 10.10.1775 года.
40. Подъяконов — посвящён 12.9.1775 года.
41. Прончищев Алексей Петрович — член ложи 3-й ст. в 1775 году.
42. Рихтер Карл Иванович — возможно, член ложи в 1775 году.
43. Сухотин А. — член ложи в 1775 году.
44. Тиманович — посвящён 1.9.1775 года. Возведён во 2-ю ст. 7.9.1775 года.
45. Толстой, Фёдор Матвеевич — член ложи в 1775 году.
46. Тредьяковский, Лев Васильевич — член ложи 2-й ст. до 27.8.1775 года.
47. Турковский — посвящён 7.7.1775 года. Помощник секретаря ложи с 30.6.1776 года.
48. Ушаков Лука Фёдорович — посвящён в Москве в феврале-марте 1776 года.
49. Ходнев Алексей Григорьевич — член ложи в июне 1776 года.
50. Хомяков — возведён во 2-ю ст. 10.10.1775 года.
51. Чеботарев, Харитон Андреевич — посвящён 25.7.1775 года. Возведён во 2-ю ст. 7.9.1775 года, в 3-ю ст. — 12.9.1775 года. 12.9.1775 года назначен секретарём, а для столовых лож 2-м надзирателем. В 1775 году секретно посвящён во все степени.
52. Чернев (Черняев) Пётр Васильевич — посвящён до 3.6.1775 года в петербургском филиале ложи.
53. Шарапант — оратор работ на французском языке с 30.6.1776 года.
54. Щербатов, Михаил Михайлович — член ложи в 1775—1776 годах.
55. Ясникольский Павел — член-основатель и чиновник ложи[3].